# Brillantaisia stenopteris
Brillantaisia stenopteris là một loài thực vật có hoa trong họ Ô rô. Loài này được Sidwell mô tả khoa học đầu tiên năm 1998.